# ライアン・リード
ライアン・アレン・リード（Ryan Allen Reid , 1985年4月24日 - ）は、 アメリカ合衆国・メイン州ポートランド出身のプロ野球選手（投手）。右投左打。現在はMLB・ マイアミ・マーリンズ傘下に所属している。

## 経歴

### レイズ傘下時代
2006年、MLBドラフト7巡目（全体199位）でタンパベイ・デビルレイズから指名され、6月13日に契約。A-級ハドソンバレー・レネゲイズで15試合に登板し、1勝9敗、防御率6.24だった。
2007年はA級コロンバス・キャットフィッシュで39試合に登板し、6勝5敗10セーブ、防御率2.97だった。
2008年はA+級ベロビーチ・デビルレイズで21試合に登板し、3勝0敗8セーブ、防御率0.29だった。6月にAA級モンゴメリー・ビスケッツへ昇格。31試合に登板し、5勝4敗4セーブ、防御率4.66だった。
2009年はAA級モンゴメリーで42試合に登板し、0勝1敗1セーブ、防御率4.17だった。
2010年はAA級モンゴメリーで43試合に登板し、3勝3敗2セーブ、防御率3.98だった。
2011年はAA級モンゴメリーとAAA級ダーラム・ブルズでプレー。AAA級では26試合に登板し、1勝1敗、防御率4.55だった。
2012年はAAA級ダーラムで46試合に登板し、6勝3敗1セーブ、防御率3.52だった。11月3日にFAとなった。

### パイレーツ時代
2012年11月9日にピッツバーグ・パイレーツとマイナー契約を結んだ。
2013年はAAA級インディアナポリス・インディアンスで開幕を迎え、6月3日にメジャー初昇格を果たし、同日のアトランタ・ブレーブス戦でメジャーデビュー。6点ビハインドの7回裏2死から登板し、1.1回を投げ無安打無失点に抑えた。7月7日にAAA級へ降格。8月19日に再昇格したが、8月21日にAAA級へ降格した。この年は7試合に登板し、0勝0敗1セーブ、防御率1.64だった。オフの12月13日にDFAとなった。

### メッツ時代
2013年12月23日にウェーバーでニューヨーク・メッツへ移籍した。
2014年3月3日にメッツと1年契約に合意した。4月2日に40人枠を外れ、AAA級ラスベガス・フィフティワンズへ降格した。AAA級では48試合に登板し、5勝2敗4セーブ、防御率4.91だった。オフの11月4日にFAとなった。

### マーリンズ傘下時代
2014年12月10日にマイアミ・マーリンズとマイナー契約を結んだ。